# Pohang
Pohang (Pohang-si; 포항시; 浦項市), è una città della provincia sudcoreana del Nord Gyeongsang.